# Mutxamel (kommun)
Mutxamel är en kommun i Spanien.   Den ligger i provinsen Provincia de Alicante och regionen Valencia, i den sydöstra delen av landet, 400 km sydost om huvudstaden Madrid. Antalet invånare är 23 834. Arean är 48 kvadratkilometer. Mutxamel gränsar till Alicante, El Campello, Sant Joan d'Alacant och San Vicent del Raspeig. 
Terrängen i Mutxamel är huvudsakligen platt, men åt nordost är den kuperad.